# Biliganahalli, Krishnarajpet
Biliganahalli là một làng thuộc tehsil Krishnarajpet, huyện Mandya, bang Karnataka, Ấn Độ.